# Courage to Change
Courage to Change è un singolo della cantante australiana Sia, pubblicato il 24 settembre 2020 come secondo estratto dal nono album in studio Music - Songs from and Inspired by the Motion Picture.

## Tracce
1. Courage to Change – 4:52

## Classifiche

### Classifiche settimanali
| Classifica (2020-21) | Posizione massima |
| -------------------- | ----------------- |
| Belgio (Vallonia)    | 7                 |
| Francia              | 48                |
| Svizzera             | 21                |

### Classifiche di fine anno
| Classifica (2021) | Posizione |
| ----------------- | --------- |
| Belgio (Vallonia) | 55        |
| Francia           | 191       |